# Венда-Нова-ду-Имигранти
Венда-Нова-ду-Имигранти (порт. Venda Nova do Imigrante) — муниципалитет в Бразилии, входит в штат Эспириту-Санту. Составная часть мезорегиона Центр штата Эспириту-Санту. Входит в экономико-статистический микрорегион Афонсу-Клаудиу. Население составляет 19 217 человек на 2006 год. Занимает площадь 187,894 км². Плотность населения — 102,3 чел./км².

## История
Город основан 6 мая 1988 года.

## Статистика
- Валовой внутренний продукт на 2003 составляет 87.723.693,00 реалов (данные: Бразильский институт географии и статистики).
- Валовой внутренний продукт на душу населения на 2003 составляет 4.923,60 реалов (данные: Бразильский институт географии и статистики).
- Индекс развития человеческого потенциала на 2000 составляет 0,778 (данные: Программа развития ООН).

## География
Климат местности: горный тропический. В соответствии с классификацией Кёппена, климат относится к категории Cwa.